# 밥 클로스
레이도 로버트 가르시아 "밥" 클로스(영어: Rado Robert Garcia "Bob" Klose, 1945년 ~ )는 영국의 음악가이자 사진가이다. 록 밴드 핑크 플로이드의 초기 멤버였으며 기타를 연주하였다. 첫 싱글 〈Arnold Layne〉이 발매되기 전에 밴드에서 탈퇴하였다.